# ۲کی چک
۲کی چک (به انگلیسی: 2K Czech، ایلوژن سافتورکس سابق) یک شرکت توسعه‌دهنده بازی ویدئویی در برنو بود. شرکت در سال ۱۹۹۷ توسط پتر ووچوزکا و جان کودرا به عنوان ایلوژن ساف‌ورکز تأسیس شد. این شرکت در ژانویه ۲۰۰۸ توسط تیک-تو اینتراکتیو خریداری شد و پس از آن با ناشر ۲کی گیمز سازماندهی شد و به ۲کی چک تبدیل شد. این شرکت در سال ۲۰۱۷ با هنگر ۱۳ ادغام شد.
این شرکت بیشتر به خاطر ایجاد مجموعه بازی مافیا شناخته شده‌است.

## تاریخ

### به عنوان ایلوژن ساف‌ورکز
ایلوژن ساف‌ورکز در سال ۱۹۹۷ در برنو توسط پتر ووچوزکا و یان کودرا تأسیس شد. این شرکت از طریق بودجه تأمین شده توسط صندوق اصلاحات نقدی کودرا جانشین ناشر بازی ویدئویی ووچوزکا، تجارت ووچوزکا شد. این تیم در ابتدا فقط پنج نفر را شامل می‌شد، از جمله ووچوزکا و کودرا. این تیم با انتشار مافیا در سال ۲۰۰۲ به ۴۰ نفر افزایش یافت.
در سپتامبر ۲۰۰۷، چندین کارمند ایلوژن ساف‌ورکز استودیو را ترک کردند و ایزی کمپانی را تأسیس کردند که تولید موتور ام ۴ ایکس (۲۰۰۸) را ادامه داده‌اند.

### 2K چک
در ۸ ژانویه ۲۰۰۸، تیک-تو اینتراکتیو اعلام کرد که ایلوژن ساف‌ورکز را با مبلغی نامشخص خریداری کردند. در نتیجه این خرید، ایلوژن ساف‌ورکز بخشی از ناشر تیک تو اینتراکتیو ۲کی گیمز تحت نام ۲کی چک شد. به گفته مدیر اجرایی تیک تو اینتراکتیو، بن فدر، این توافق‌نامه برای گسترش «تمرکز استراتژیک شرکت در داشتن مالکیت معنوی با ارزش بالا» منعقد شده‌است. در ژوئیه ۲۰۱۱، چندین نفر ۲کی چک را ترک کردند و به همراه اعضای سابق بوهیمیا اینتراکتیو، استودیوی وارهوس را افتتاح کردند که بعداً در سال ۲۰۱۸ تولید می‌شود Kingdom Come: Deliverance.

## بازی‌های توسعه یافته
| سال  | عنوان                                    | پلت‌فرم(ها)        | ناشر                | توضیحات            |
| ---- | ---------------------------------------- | ----------------- | ------------------- | ------------------ |
| ۱۹۹۷ | سرزمین لورید                             | ام‌اس-داس          | هنرهای Abadion      |                    |
| ۱۹۹۸ | Léto s Oskarem                           | ام‌اس-داس          | تجارت Vochozka      |                    |
| ۱۹۹۹ | پنهان و خطرناک                           | مایکروسافت ویندوز | TalonSoft           |                    |
| ۲۰۰۰ | قهرمانان پرواز                           | مایکروسافت ویندوز | تیک-تو اینتراکتیو   | به پترودون کمک کرد |
| ۲۰۰۰ | پنهان و خطرناک                           | دریم‌کست           | TalonSoft           |                    |
| ۲۰۰۰ | پنهان و خطرناک: مبارزه برای آزادی        | مایکروسافت ویندوز | TalonSoft           |                    |
| ۲۰۰۲ | مافیا                                    | مایکروسافت ویندوز | گدرینگ دولوپرز      |                    |
| ۲۰۰۳ | پنهان و خطرناک ۲                         | مایکروسافت ویندوز | گدرینگ دولوپرز      |                    |
| ۲۰۰۳ | ویتکونگ                                  | مایکروسافت ویندوز | گدرینگ دولوپرز      | به پترودون کمک کرد |
| ۲۰۰۴ | Hidden &amp; Dangerous 2: Saber Squadron | مایکروسافت ویندوز | گلوبال استار سافت‌ور |                    |
| ۲۰۰۴ | مافیا                                    | پلی‌استیشن ۲       | گدرینگ دولوپرز      |                    |
| ۲۰۰۴ | مافیا                                    | ایکس باکس         | گدرینگ دولوپرز      |                    |
| ۲۰۰۴ | ویتکونگ: مشت آلفا                        | مایکروسافت ویندوز | گدرینگ دولوپرز      | به پترودون کمک کرد |
| ۲۰۰۵ | ویتکونگ ۲                                | مایکروسافت ویندوز | ۲کی گیمز            | به پترودون کمک کرد |
| ۲۰۰۵ | ویتکونگ: طلوع سرخ                        | مایکروسافت ویندوز | گدرینگ دولوپرز      | به پترودون کمک کرد |

### لغو شده
- دشمن در دید (مایکروسافت ویندوز)

### به عنوان ۲کی چک
| سال  | عنوان                    | پلت‌فرم(ها)        | ناشر        | توضیحات         |
| ---- | ------------------------ | ----------------- | ----------- | --------------- |
| ۲۰۱۰ | مافیا ۲                  | مایکروسافت ویندوز | ۲کی گیمز    |                 |
| ۲۰۱۰ | مافیا ۲                  | پلی‌استیشن ۳       | ۲کی گیمز    |                 |
| ۲۰۱۰ | مافیا ۲                  | ایکس‌باکس ۳۶۰      | ۲کی گیمز    |                 |
| ۲۰۱۰ | مافیا ۲: انتقام جیمی     | مایکروسافت ویندوز | ۲کی گیمز    |                 |
| ۲۰۱۰ | مافیا ۲: انتقام جیمی     | پلی‌استیشن ۳       | ۲کی گیمز    |                 |
| ۲۰۱۰ | مافیا ۲: انتقام جیمی     | ایکس‌باکس ۳۶۰      | ۲کی گیمز    |                 |
| ۲۰۱۰ | مافیا ۲: ماجراهای جو     | مایکروسافت ویندوز | ۲کی گیمز    |                 |
| ۲۰۱۰ | مافیا ۲: ماجراهای جو     | پلی‌استیشن ۳       | ۲کی گیمز    |                 |
| ۲۰۱۰ | مافیا ۲: ماجراهای جو     | ایکس‌باکس ۳۶۰      | ۲کی گیمز    |                 |
| ۲۰۱۰ | مافیا ۲: خیانت جیمی      | مایکروسافت ویندوز | ۲کی گیمز    |                 |
| ۲۰۱۰ | مافیا ۲: خیانت جیمی      | پلی‌استیشن ۳       | ۲کی گیمز    |                 |
| ۲۰۱۰ | مافیا ۲: خیانت جیمی      | ایکس‌باکس ۳۶۰      | ۲کی گیمز    |                 |
| ۲۰۱۱ | چرخش برتر ۴              | پلی‌استیشن ۳       | ۲کی اسپورتز |                 |
| ۲۰۱۱ | چرخش برتر ۴              | ایکس‌باکس ۳۶۰      | ۲کی اسپورتز |                 |
| ۲۰۱۶ | مافیا ۳                  | مایکروسافت ویندوز | ۲کی گیمز    | هنگر ۱۳ کمک کرد |
| ۲۰۱۶ | مافیا ۳                  | پلی‌استیشن ۴       | ۲کی گیمز    | هنگر ۱۳ کمک کرد |
| ۲۰۱۶ | مافیا ۳                  | ایکس‌باکس وان      | ۲کی گیمز    | هنگر ۱۳ کمک کرد |
| ۲۰۱۷ | مافیا ۳: سریعتر، عزیزم!  | ویندوز مایکروسافت | ۲کی گیمز    | هنگر ۱۳ کمک کرد |
| ۲۰۱۷ | مافیا ۳: سریعتر، عزیزم!  | پلی‌استیشن ۴       | ۲کی گیمز    | هنگر ۱۳ کمک کرد |
| ۲۰۱۷ | مافیا ۳: سریعتر، عزیزم!  | ایکس‌باکس وان      | ۲کی گیمز    | هنگر ۱۳ کمک کرد |
| ۲۰۱۷ | مافیا ۳: نشانه زمان      | مایکروسافت ویندوز | ۲کی گیمز    |                 |
| ۲۰۱۷ | مافیا ۳: نشانه زمان      | پلی‌استیشن ۴       | ۲کی گیمز    |                 |
| ۲۰۱۷ | مافیا ۳: نشانه زمان      | ایکس‌باکس وان      | ۲کی گیمز    |                 |
| ۲۰۱۷ | مافیا ۳: سنگ‌ها بدون چرخش | مایکروسافت ویندوز | ۲کی گیمز    | هنگر ۱۳ کمک کرد |
| ۲۰۱۷ | مافیا ۳: سنگ‌ها بدون چرخش | پلی‌استیشن ۴       | ۲کی گیمز    | هنگر ۱۳ کمک کرد |
| ۲۰۱۷ | مافیا ۳: سنگ‌ها بدون چرخش | ایکس‌باکس وان      | ۲کی گیمز    | هنگر ۱۳ کمک کرد |